# 비매개
비매개란 볼터와 그루신이 제시한 재매개의 이중논리(double logic)의 한축으로서 "투명성의 비매개 논리"라고 불리기도 한다.

## 정의

### 재매개의 이중논리
볼터와 그루신에 따르면, 뉴미디어의 계보를 구성하는 세 가지 속성은 투명성의 비매개(transparent immediacy), 하이퍼매개(hypermediacy) 그리고 좁은 의미의 재매개(remediacy)다. 그 중 앞의 두 속성을 볼터와 그루신은 재매개의 이중 논리(double logic)라 부른다. 재매개의 이중논리란 미디어를 증식시키고자 하면서 동시에 그 매개의 모든 자취들을 지워버리려 하기도 하는 특성을 말한다. 이들에 따르면 새로운 미디어나 오래된 미디어 모두 자신이나 서로의 모습을 다시 만들어내기 위해 비매개와 하이퍼매개라는 두 가지 논리에 호소하고 있다.

## 특성

### 현장성[현전감]
볼터와 그루신에 따르면, 우리는 비매개에 대한 욕망(desire for immediacy)을 가지고 있다. 이러한 욕망은 완전히 충족될 수는 없지만 가장 기본적으로 충족되어야 하는 특성은 현장성이다.
비매개의 논리로서 현장성이란 '미디어 자체는 사라지고 우리는 표상되는 사물의 현전 속에 놓이게 되는 것'이라고 할 수 있다. 이런 현전감을 충족시키기 위해 텔레비전 프로그램은 위험한 급습 장면을 따락거나 공중에 내던져진 스카이다이버나 경주용 자동차 운전자가 되는 듯한 장면을 시청자에게 보여준다. 그리고 영화 제작자들은 실제로 관객들이 그 곳에 있다는 느낌을 주기 위해 수천만 달러를 투자해 로케이션 촬영을 하거나 특정 시대의 의상이나 장소를 다시 만들어낸다. 또한 인터넷의 웹캠은 인디애나 폴리스 뒷산의 새 모이통에서 캐나다 로키 산맥의 파노라마까지 자연 환경 여러 곳에 우리를 데려다 놓는 듯하다. 투명한 인터페이스는 또한 디지털 테크놀로지의 매개적 속성도 부정하려는 욕구의 발현이다.

### 이중논리의 상호의존성
비매개의 논리는 재매개의 이중 논리를 구성하는 반쪽일 뿐이다. 가상현실의 경우, 알베르티의 창문을 넘어 묘사된 공간 속에 들어와 있다고 생각하게 된다. 가상현실 주창자들이 보기에, 기존의 데스크탑 컴퓨터의 비디오 화면에 의해 규정된 평면은 알베르티의 창문과도 같은 것이며, 가상현실은 지금 바로 이런 평면을 깨뜨리고자 하는 것이다.
예를 들어 컴퓨터 게임의 경우, 인터페이스는 상대적으로 돌출적 obtrusive이다. 그러나 이런 경우에도 관람자는 자신의 관점을 조작할 수 있고, 특히 자신이 완전히 한바퀴 회전을 할 수 있으면 몰입감도 느끼게 된다. (중략) 상호작용성이 그래픽 사용자 인터페이스의 사실주의와 유효성을 제고시켜준다는 것은 인터페이스 설계자들 사이의 신조이기도 하다. 이용자가 아이콘의 위치를 바꾸거나 마우스로 클릭하여 그것을 활성화시킬 수 있을 경우 아이콘은 이용자에게 더 많은 현전감을 준다

## 역사 및 계보
재매개가 그렇듯 비매개 또한 디지털 미디어의 도입 이후에 시작된 것은 아니다. 이는 지난 수백년 동안의 서구의 영상표상에서 확인할 수 있는데, 최소한 르네상스 이래로 그 비매개에 대한 욕망은 서구의 사각적 표상이 갖는 결정적인 특성이 되어 왔다. 17세기 화가인 피터 센레담의 그림, 에드워드 웨스턴의 사진, 그리고 가상현실용 컴퓨터 시스템은 중요한 여러 측면에서 다르지만, 그것들 모두 미디어 자체의 존재와 그 매개작용을 무시하거나 부정함으로써 비매개성을 성취하고자 한다.컴퓨터 그래픽의 비매개를 이해하기 위해서는 회화, 사진, 영화, 그리고 텔레비전이 이와 같은 욕망을 충족시켜 온 방식을 살펴보는 것이 중요하다.

### 회화에서의 비매개
선형 원근법의 연구자들은 투명성을 통한 비매개를 기약한 바 있다. 이들은 선형 원근법이 투명성을 성취할 수 있다고  믿었는데, 이는 선형 원근법이 공간을 계량화 mathematizing함으로써 세계를 측정할 수 있는 “올바른" 테크닉을 활용한 것이기 때문이다. 알베르티는 그의 저서 <회화에 관하여 On Painting>에서 그것을 다음과 같이 표현한 바 있다. “내가 그리려고 하는 표면 위에 나는 내가 원하는 만큼의 크기로 직사각형을 그리는데, 그것을 나는 대상을 볼 수 있는 열린 창문으로 간주한다” 제대로 처리될 경우, 회화의 표면은 사라져버리며 관람자에게 그 너머의 장면을 제공한다.

## 컴퓨터 그래픽의 비매개
가상현실은 몰입적 immersive인데, 이것은 미디어를 사라지도록 하는 것이 그 미디어의 목적이 된다는 것을 뜻한다. 그렇지만 미디어의 사라짐은 가상현실에 요구되는 장치 때문에 사실상 어렵다. <이상한 나날들>에서 와이어의 이용자는 가벼운 모자만 쓰면 되지만, 오늘날 가상현실 시스템의 경우 관람자는 거대한 투구형 디스플레이, 즉 각각 두 눈에 맞는 렌즈가 부착된 헬멧을 써야 한다.